# Attentato al Radisson Blu di Bamako
L'attentato al Radisson Blu di Bamako è stato un'azione terroristica jihadista, con presa di ostaggi, avvenuta il 20 novembre 2015 nell'albergo Radisson Blu di Bamako, nel contesto della guerra in Mali.

## Svolgimento
Il 20 novembre 2015, verso le 7:00 (UTC+0), alcuni assalitori (almeno due o quattro) penetrarono nell'albergo della capitale maliana con armi automatiche, per colpire gli ospiti dell'albergo. Gli attentatori hanno cominciato la sparatoria nel corridoio del 7º piano e hanno preso 170 ostaggi, di cui 140 clienti e 30 impiegati. Fu soltanto alle ore 10:10 che i militari maliani intervennero circondando l'edificio. Mezz'ora dopo fu lanciato un attacco da parte delle forze dell'ordine, che causò la morte di almeno tre ostaggi. Poco dopo, tre impiegati dell'ONU, all'interno dell'albergo, furono evacuati.
Alle ore 11:09 fu liberata una dozzina di persone, fra cui quelle che avevano potuto dimostrare di saper leggere o recitare il Corano. Verso le 12:00, ottanta ostaggi poterono essere liberati. Una quarantina di soldati delle truppe scelte francesi furono inviati sul posto.
Poco prima delle 13:00 una trentina di ostaggi poté fuggire, affermò il ministro delle Sicurezza del Mali Salif Traoré. Durante la successiva ora, numerosi ostaggi di ogni nazionalità ebbero la possibilità di essere liberati, anche se il loro numero rimane non precisabile. Sempre durante l'attacco, durante l'ora seguente, diciotto o ventisette corpi militari sarebbero stati visti all'interno dell'albergo. Gli aggressori, a seguito di ciò, non ebbero più alcun ostaggio nelle loro mani.
Alle 16:35 due terroristi furono uccisi e non sembrava ve ne fossero più altri nell'albergo. Tutti gli ostaggi vivi furono liberati e l'assalto fu quindi dichiarato terminato.
Le forze speciali statunitensi e francesi furono aiutati dalle truppe del Mali.

## Vittime

### Cittadinanza delle vittime
| Paese d'origine | Morti | Feriti |
| --------------- | ----- | ------ |
| Mali            | 6     | 45     |
| Russia          | 6     | 12     |
| Cina            | 3     | 7      |
| Belgio          | 2     | 6      |
| Stati Uniti     | 1     | 6      |
| Senegal         | 1     | 4      |
| Israele         | 1     |        |
| India           |       | 20     |
| Francia         |       | 12     |
| Turchia         |       | 7      |
| Algeria         |       | 7      |
| Marocco         |       | 4      |
| Spagna          |       | 2      |
| Germania        |       | 2      |
| Canada          |       | 1      |
| Costa d'Avorio  |       | 1      |
| Totali          | 20    | 170    |

## Rivendicazione
L'attacco è stato rivendicato da al-Murabitun, un gruppo armato gihadista salafita saheliano guidato dall'algerino Mokhtar Belmokhtar e affiliato ad al-Qa'ida.